# 小行星5179
小行星5179（5179 Takeshima）是一颗围绕太阳公转的小行星。1989年3月1日，關勉在藝西天文台发现了此天体。
这颗小行星的绝对星等为202.5163598359794等。